# Vilma von Voggenhuber

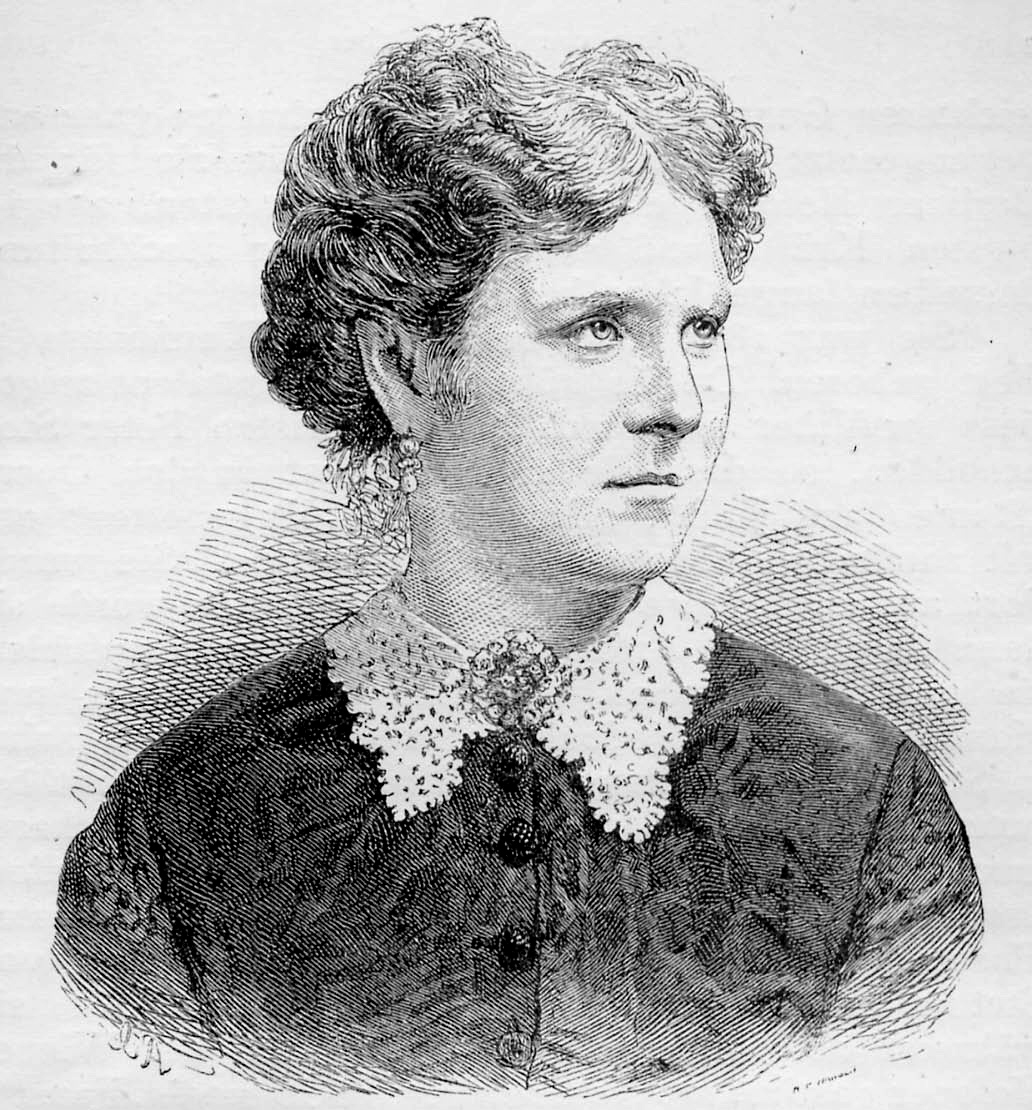
Retrat a la ploma de Vilma von Voggehuber

Vilma von Voggenhuber (Budapest (Hongria), 17 de juliol de 1841 o 1845 - Berlín (Alemanya), 11 de gener de 1888), fou una soprano dramàtica alemanya.
Va estudiar amb el mestre Peter Stoll i debutà en el teatre Nacional de Budapest el 1862 amb un èxit extraordinari, adquirint gran fama arreu d'Àustria i Alemanya, països en els quals actuà quasi sempre, com a soprano dramàtica. Durant molts anys actuà en els teatres imperials de Viena i Berlín, distingint-se com intèrpret excepcional de les obres wagnerianes. En celebra-se a Berlín la primera representació de Tristan und Isolde va rebre de mans de l'emperador el nomenament de cantatriu de la cambra reial, càrrec que conservà fins a la seva mort.
Estava casada amb el cantat d'òpera i professor de cant Franz Krolop.